# 徐家祠堂
徐家祠堂，位于苏州市吴中区金庭镇东村西侧村口，由商人徐联习出资白银九千余两，建于清乾隆十三年（1748），立柱四根，巷门朝北。1986年列为吴县文物保护单位。2011年12月30日列入第六批江苏省文物保护单位。